# Transzarteriális kemoembolizáció
Transzarteriális kemoembolizáció (angolul: transarterial chemoembolization, rövidítve TACE) egy intervenciós radiológiai eljárás, aminek a segítségével palliatívan kezelhetők a nem rezekálható hepatocelluláris karcinómák (HCC), ami az egyik leggyakrabban előforduló rosszindulatú májdaganat, illetve a különböző eredetű májáttétek.
A májban előforduló daganatok egyéb kezelési lehetőségei: szisztémás kemoterápia, kemoperfúzió, sebészi rezekció, rádiofrekvenciás thermoabláció (RFTA), szelektív radioembolizáció (SIRT).
Jelenleg a rosszindulatú májdaganatok kuratív terápiája a sebészi rezekálás (hasonló a túlélési aránya egyes esetekben az un. RFTA-nak), ami mintegy 60%-os 5 éves túlélést eredményezhet.
A TACE segítségével a daganatok progressziója késleltethető, illetve egyes esetekben nem következik be további állapotromlás. 
A máj vérellátása kettős, az egészséges májszövet legnagyobb részben a portából (V. portae) kapja a vért, a systémás artériákból csupán kisebb mértékben, míg a tumorok nagy részénél fordított a helyzet, 90%-ban artériás vérellátásuk van. A TACE ezt a kettős vérellátást használja ki.

## Az eljárás
Az eljárás során a doktor egy katétert vezet a combban futó fő ütőérbe, felvezeti egészen a májat ellátó érig és ott az érintett májlebenybe futó artériába, ahol kis méretű részecskéket injektál a tumort ellátó (kicsi átmérőjű) erekbe, amivel elzárja a vérellátásukat, így gátolva a növekedésüket. Ezen felül, a részecskék felületére megelőzően felvitt kemoterápiás gyógyszer így a daganatban nagyobb koncentrációt ér el, mint amit szisztémás kezelések alkalmával lehet elérni, ami jobb terápiás hatással és kevesebb szisztémás mellékhatással járhat.

## Indikációk
Az European Association for the Study of the Liver és European Organisation for Research and Treatment of Cancer 2012-es ajánlásai alapján a TACE kezelés a BCLC klasszifikáció BCLC Classification szerinti B stádiumban, májon kívüli áttétekkel nem rendelkező pácienseknél ajánlott.

## Felhasznált embolizáló anyagok
- 30 - 500 µm-ig terjedő méretű Polyvinyl alcohol részecskék, felszínükhöz Doxorubicin-t vagy Irinotecant eluálva
- Gelfoam részecskék
- Lipiodol

## Komplikációk
Mint minden orvosi eljárásnál, itt is felléphetnek különböző komplikációk:
- az artériás punkció miatt bekövetkező vérzés az ágyéknál (gyakoribb)
- a punkció helyén kialakuló pszeudoaneurizma (ritka)
- kontrasztanyag allergia (ritka)
- pajzsmirigy túlműködés (kontrasztanyag indukált) (ritka)
- májelégtelenség (esetenként halálos kimenetellel) (nagyon ritka)
- hasnyálmirigy gyulladás (nagyon ritka)
- veseelégtelenség (nagyon ritka)
- epehólyag gyulladás (ritka)
- abszcesszus a májban, szepszis (gyakori, ritka)
- láz (gyakori)
- tumor lízis szindróma (extrém ritka)
- fájdalom a felhasban (gyakori)